# Булака, Мечисловас
Мечисловас Булака (лит. Mečislovas Bulaka; 12 сентября 1907, местечко Капчяместис в Лаздийском районе — 21 октября 1994, Вильнюс) — литовский художник график, иллюстратор книг, сценограф, художник театра и кино.

## Биография
C 1926 до 1931 года учился в Каунасской художественной школе, где учился театральной декорации у Мстислава Добужинского и графики у Адомаса Гальдикаса. В 1938—1940 годах учился в Университете Витовта Великого. В 1940 году был назначен председателем Союза художников Литовской ССР.
С 1940 года преподавал в Вильнюсской художественной школе, сменявшей название: Булака преподавал в 1941—1943 годах в Вильнюсской художественной академии, в 1944—1951 годах — в Вильнюсском художественном институте; в 1944—1945 годах ректор института; доцент. В 1952—1954 годах преподаватель Вильнюсского государственного университета.
В 1954—1960 годах был художником Литовской киностудии.

## Творчество
С 1931 года участвовал в выставках. Персональные выставка состоялись в Каунасе (1936) и Вильнюсе (1997).
Работал в технике ксилографии, с характерной стилистикой экспрессивного, резкого штриха. Создавал экслибрисы, плакаты, писал пейзажи. Автор цикла рисунков сангиной «Виды Старого города Вильнюса» (1943—1950) и других рисунков.
Создавал иллюстрации к книгам Казиса Боруты „Duona kasdieninė“ («Хлеб насущный»; 1934), Йонаса Билюнаса „Beletristika“ («Беллетристика», 1937), „Liūdna pasaka“ («Печальная сказка», 1937). «Печальная сказка» с иллюстрациями Булаки отмечена золотой медалью на Всемирной выставке в Париже. Оформил книги „Pirmoji lietuviška knyga“ («Первая литовская книга», 1947) Мажвидаса, „Lietuviškos dainos“ («Литовские песни», 1954) и „Lietuviškos svotbinės dainos“ («Литовские свадебные песни», 1955) Антанаса Юшки.
В оформлении Булаки ставились спектакли Паневежского драматического театра «Смерть коммивояжёра» Артура Миллера (1958), «Физики» Фридриха Дюрренматта (1967).
Художник-постановщик кинофильмов «Игнотас вернулся домой» режиссёра Александра Разумного (1956), «Живые герои» (1960) Витаутаса Жалакявичюса и других.
Произведения хранятся в музеях Литвы и других стран.